# ROH/NJPW War of the Worlds
War of the Worlds é um evento de luta livre profissional co-produzido pela promoção americana Ring of Honor (ROH) e pela promoção japonesa New Japan Pro Wrestling (NJPW). As empresas anunciaram a parceria em fevereiro de 2014, enquanto o primeiro War of the Worlds aconteceu no Hammerstein Ballroom na cidade de Nova Iorque em maio do mesmo ano. Em 2015, ROH e NJPW produziram o War of the Worlds em duas noites distintas, ambas acontecendo no 2300 Arena na Filadélfia, Pensilvânia, também em maio.

## Eventos
| #                                           | Evento                        | Data               | Cidade                   | Local                | Público | Evento principal                                                                                                 | Ref(s)            |
| ------------------------------------------- | ----------------------------- | ------------------ | ------------------------ | -------------------- | ------- | --- | ----------------- |
| 1                                           | War of the Worlds (2014)      | 17 de maio de 2014 | Nova Iorque, Nova Iorque | Hammerstein Ballroom | 3.000   | A.J. Styles (c) vs. Kazuchika Okada vs. Michael Elgin pelo IWGP Heavyweight Championship                         | [ 3 ] [ 4 ] [ 5 ] |
| 2                                           | War of the Worlds '15 Night 1 | 12 de maio de 2015 | Filadélfia, Pensilvânia  | 2300 Arena           | 1.200   | Chaos (Kazuchika Okada e Shinsuke Nakamura) vs. The Briscoes (Jay Briscoe e Mark Briscoe)                        | [ 6 ] [ 7 ]       |
| 3                                           | War of the Worlds '15 Night 2 | 13 de maio de 2015 | Filadélfia, Pensilvânia  | 2300 Arena           | 1.200   | Bullet Club (A.J. Styles, Matt Jackson e Nick Jackson) vs. The Kingdom (Adam Cole, Matt Taven e Michael Bennett) | [ 8 ] [ 9 ]       |
| (c) – Refere-se aos campeões antes da luta. |                               |                    |                          |                      |         | |                   |